# Hedysarum thiochroum
Hedysarum thiochroum är en ärtväxtart som beskrevs av Hand.-mazz. Hedysarum thiochroum ingår i släktet buskväpplingar, och familjen ärtväxter. Inga underarter finns listade i Catalogue of Life.